# Tour Hekla
O Tour Hekla é um arranha-céu de 220 metros e 48 andares atualmente em construção em Puteaux, no distrito de La Défense, dentro da região metropolitana de Paris, França. Foi projetado pelo arquiteto francês Jean Nouvel. O prédio recebeu sua licença de construção em junho de 2016. A construção teve início em maio de 2018 com entrega prevista para o início de 2022. Quando concluída, será a torre mais alta do bairro de La Défense, ultrapassando o Tour First, o atual edifício mais alto do bairro, bem como o segundo edifício mais alto da França. O custo do projeto está estimado em 248 milhões de euros.

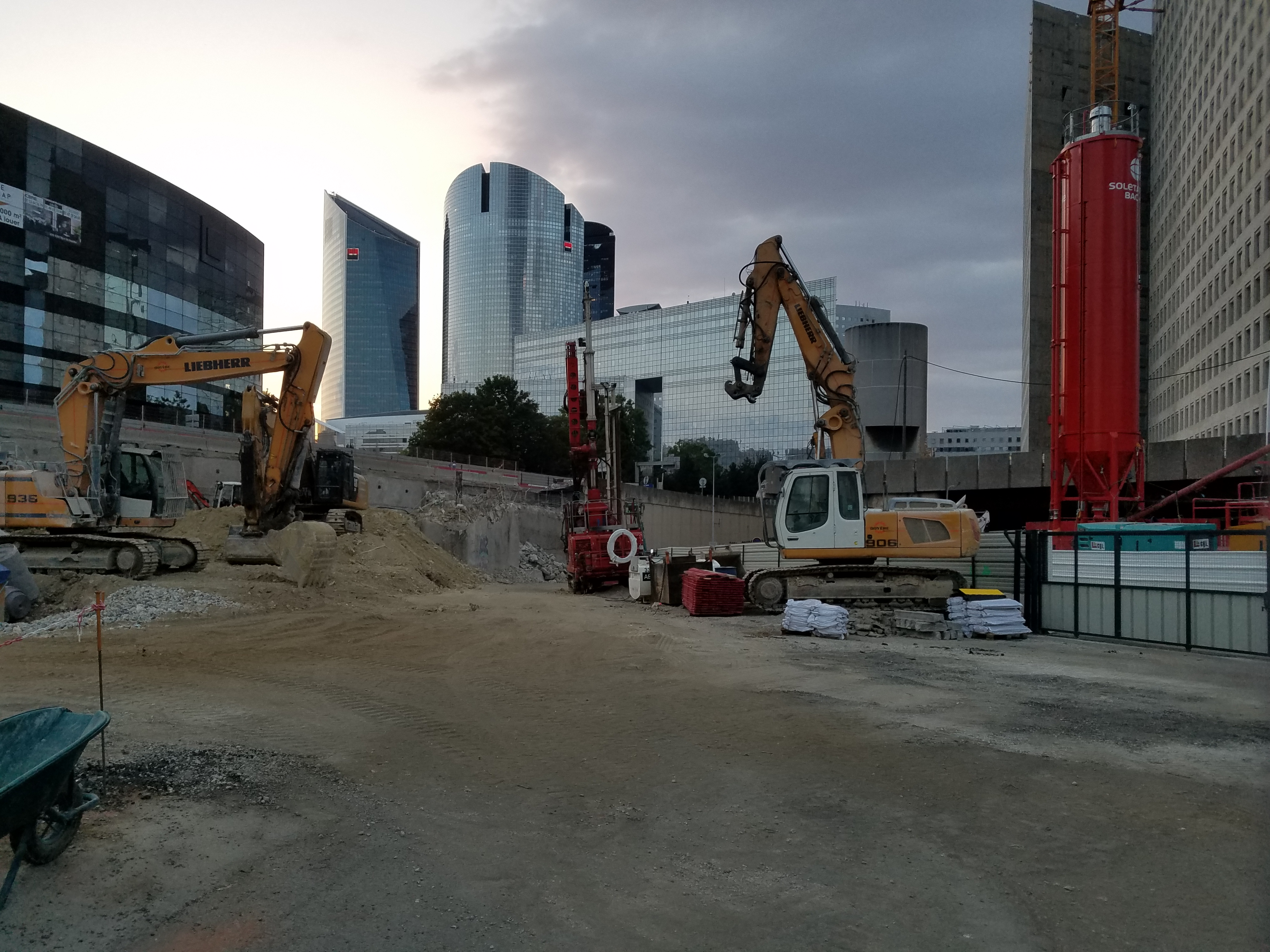
Fase inicial da construção, em julho de 2018